# Kolokace
Kolokace (od lat. collocare, spolu-umístit), též slovní spojení je spojení více slov, která spolu souvisejí gramaticky i sémanticky a vytvářejí víceslovné pojmenování. Tvoří tak podobně jako slovo lexikální jednotku. Kolokabilita je schopnost souvýskytu lexikálních jednotek v sémanticky platných čili smysluplných celcích prostřednictvím kolokačního paradigmatu (vzoru) a je přímo měřitelná výskytem slovního spojení v jazykovém korpusu. Slova umožňující pouze jediný souvýskyt se nazývají monokolokabilní (např. „tratoliště“ lze použít pouze ve spojení se slovem „krev“, „tratoliště krve“). Kolokace je obtížné sémanticky definovat a třídit, protože jsou hraničním jevem mezi lexikální a gramatickou rovinou.
Rozlišujeme kolokace ustálené (sousloví) a neustálené:
- ustálené, systémové kolokace jsou součástí systému a z paměti jsou jen vybavované;
- neustálené, textové kolokace jsou tvořené ad hoc, jsou to autorské kombinace vznikající podle momentální potřeby.[1]

## Příklady kolokací
Základní dělení kolokací je na kolokace neustálené (textové) a ustálené (systémové).
1. hezký mlýn – neustálené slovní spojení
2. vodní mlýn – sousloví (ustálené slovní spojení)
3. vodní mlýn – navíc jde o termín (v určitém oboru má specifický, ostře vymezený význam)
4. voda na jeho mlýn – frazém (mnohá slovní spojení ztrácejí svůj původní slovní význam – frazeologizují se) a idiom (z významů jednotlivých slov, z kterých se skládá, nelze odvodit jeho význam); obrat (delší fráze či úsloví)
5. Špindlerův Mlýn – víceslovné proprium

Výrazy číslo 3–5 jsou ustálené čili reprodukovatelné na základě pouhé jejich předchozí znalosti, bez nutnosti je pokaždé nově vytvořit. Jsou tak samostatnou lexikální jednotkou.
Zvláštním druhem kolokace je pleonasmus: v sousloví se spolu nevhodně vyskytují synonymní či téměř synonymní výrazy, např. „hlavní protagonista“, „závěrečné finále“, „servisní služba“, „LED dioda“, „modravý blankyt“, „Se Sovětským svazem na věčné časy a nikdy jinak!“ apod.
Jako specifický druh kolokace lze chápat také koligace. Koligace namísto lexikálně-sémantických vztahů mezi jednotkami zohledňuje vztahy mezi lexikální jednotkou a gramatickou kategorií nebo textovou strukturou (pořád bere, nikoliv pořád vezme; tři metry, nikoliv tři metr apod.).

## Příklady monokolokabilních slov
Mezi slova, která umožňují souvýskyt jen v jednom kolokačním paradigmatu, patří například:
- (vydat) (se) všanc
- (na) úkor (čeho)
- (ležet) ladem
- tratoliště (krve)
- očitý (svědek)
- polehčující (okolnost)